# قانون رنش
قانون رنش یا قاعده رنش (به انگلیسی: Rensch's rule) یک قانون زیست‌شناختی دربارهٔ رشدسنجی است که دربارهٔ رابطه بین میزان دودیسی اندازه جنسی و اینکه کدام جنس بزرگ‌تر است. در میان گونه‌های یک دودمان، دوشکلی اندازه با افزایش اندازه بدن در زمانی که جنس نر جنس بزرگ‌تر است، افزایش می‌یابد و با افزایش میانگین اندازه بدن زمانی که جنس ماده بزرگ‌تر است، کاهش می‌یابد. این قانون توسط زیست‌شناس فرگشتی برنهارد رنش در سال ۱۹۵۰ پیشنهاد شد.
دودمان‌های تبارزایی که به نظر از این قانون پیروی می‌کنند عبارتند از نخستی‌ها، فک‌ها و جفت‌سمان.
این قانون به ندرت بر روی انگل‌ها آزمایش شده‌است. مطالعه‌ای در سال ۲۰۱۹ نشان داد که شپش‌های فیلوپرید و منوپونید انگل نابجا با آن هماهنگی دارند، در حالی که شپش‌های ریسینید الگوی برعکس از خود نشان می‌دهند.